# Marinos de Anzoátegui
O Marinos de Anzoátegui é um clube esportivo de basquetebol da Venezuela, sediado em Puerto La Cruz. Com dez títulos nacionais, é o maior vencedor da liga de seu país. Campeão em 2014, vice-campeão em 2013, disputou a FIBA Liga das Américas 2014.

## Jogadores notáveis
- Anthony Mason  temporadas: 1990-1991
- Gabriel Estaba  temporadas: 1990-1991
- Gabriel Bottalico 1 temporadas: 1990
- Charles Bradley 1 temporadas: 1991
- Omar Walcott  temporadas: 1991-1992
- José Ramos 1 temporadas: 1991
- César Portillo  temporadas: 1993-1994; 1996-1998
- Andrew Motten 1 temporadas: 1995
- Óscar Torres  temporadas: 1997-1998; 2002; 2008; 2009-2011; 2012-presente
- Leon Trimmingham 1 temporadas: 1998
- Harold Keeling  temporadas: 1991-2004
- John Mc Cord  temporadas: 2000-2001
- Mario Donaldson 1 temporadas: 2001
- Héctor Romero  temporadas: 2002-2004; 2005-2006; 2009
- Donta Smith  temporadas: 2010-2011
- Dan Gadzuric 1 temporadas: 2012-13
- Leon Rodgers  temporadas: 2012-presente
- Aaron Harper  temporadas: 2013-presente
- Germán Gabriel  temporadas: 2014

## Títulos
Campeonatos da Liga Profissional da Venezuela  (10x) 

1991, 1993, 1998, 2003, 2004, 2005, 2009, 2011, 2012, 2014
Equipa com mais campeonatos ganhos pelo campeonato venezuelano.